# Innbach
Innbach er en biflod til Donau i Østrig i delstaten Oberösterreich. Floden er 35 kilometer lang. Den udspringer i nærheden af Gaspolthofen og udmunder i Donau ved Wilhering. Den afvander et område på omkring 196 km².
Efter Gaspolthofen passerer Innbach kommunerne Kematen am Innbach, Pichl bei Wels og Bad Schallerbach, hvor Trattnach udmunder i Innbach. Kort efter Eferding løber floden sammen med Aschach og udmunder få kilometer derefter i Donau i nærheden donaukraftværket Ottensheim-Wilhering.
På grund af sin store vandmængde var der tidligere mange møller ved floden, ligesom floden har et righoldigt fiskeliv.